# Comedy Central Family (Holandia)
Comedy Central Family – holenderski kanał telewizyjny nadający głównie seriale komediowe.
Kanał miał wystartować 1 września 2008 roku, ale wystartował miesiąc później w telewizji kablowej, Ziggo. Stacja pokazuje seriale holenderskie jak i zagraniczne. Kanał nadaje codziennie przez całą dobę.

## Programy

### Holenderskie
- Booby Trap
- De Vlaamsche Pot
- Het Zonnetje in Huis
- Toen Was Geluk Heel Gewoon
- Ushi & Van Dijk
- Vrienden voor het Leven

### Amerykańskie
- 8 prostych zasad
- Frasier
- Hoży doktorzy
- Różowe lata siedemdziesiąte
- Saturday Night Live
- Trup jak ja